# Ministeri de Desenvolupament, Competitivitat, Infraestructura, Transport i Comunicacions de Grècia
El Ministeri de Desenvolupament, Competitivitat, Infraestructura, Transport i Comunicacions (en grec: Υπουργείο Ανάπτυξης, Ανταγωνιστικότητας, Υποδομών, Μεταφορών και Δικτύων) es va establir el 21 de juny de 2012, degut a una proposta presentada pel primer ministre, Andonis Samaràs.
Ocupa el sisè lloc als ministeris del Govern grec, d'acord amb la decisió del Primer Ministre Y4/21.6.2012.
El primer i actual Ministre és Kostis Khatzidakis, amb Stavros Kalogiannis com a Ministre suplent.

## Formació
El ministeri va ser creat a partir dels departaments dels antics ministeris d'Infraestructura, Transport i Comunicacions i el de de Desenvolupament, Competitivitat i Navegació -excepte aquelles transferides al Ministeri de Marina i Mar Egeu de Grècia i la Secretaria General de Recerca i Tecnologia, que va ser transferida de l'antic Ministeri d'Educació, Afers Religiosos, Cultura i Esport de Grècia.